# Le Coup de feu dans l'église
Pour plus de détails, voir Fiche technique et Distribution.
Le Coup de feu dans l'église (titre original : Der Schuss von der Kanzel) est un film suisse réalisé par Leopold Lindtberg sorti en 1942.
Il s'agit de l'adaptation de la nouvelle de Conrad Ferdinand Meyer, paru en 1877.

## Synopsis
Mythikon, un petit village au bord du lac de Zurich au XVIIe siècle. Le pasteur local, Werdmüller, est vivement critiqué en raison de sa passion pour les armes à feu. La chasse est parfois plus importante pour lui que ses devoirs religieux. Par exemple, il oublie un baptême parce qu'il préfère tirer des perdrix avec le capitaine Kilchsperger. Son amour pour tout ce qui est militaire va si loin que Werdmüller a promis à l'officier sa fille Rahel autour d'un verre de vin s'il manifestait de l'intérêt pour elle. Peu lui importe que Rahel ait déjà un admirateur en la personne du vicaire quelque peu timide et maladroit Pfannenstiel ; le jeune homme qui vit dans la maison Werdmüller est de toute façon beaucoup trop doux pour l'homme de Dieu. La municipalité observe le comportement de Werdmüller avec un mécontentement croissant et en informe un jour ses supérieurs à Zurich. Le doeyn Steinfels rend ensuite visite à Mythikon à l'improviste pour se faire sa propre impression. Le doyen est contrarié par les conditions qui y règnent et avertit clairement Werdmüller. Un coup de plus, dit le doyen, et Werdmüller serait viré. Mais il ne lui reste plus qu'une idée en tête : découvrir qui l'a noirci auprès des autorités ecclésiastiques de Zurich. Son premier soupçon tombe sur le pauvre mendiant, qu'il expulse aussitôt de chez lui. Il est si discret qu'il n'essaie pas de contredire Werdmüller, encore moins de demander la main de Rahel. La jeune femme est également triste, car elle partage les sentiments de Pfannenstiel.
Pfannenstiel se rend chez le général Werdmüller, le cousin de son ancien propriétaire, dans l'espoir d'obtenir un emploi d'aumônier de campagne dans l'armée. Mais il se moque de la linotte délicatement enfilée d'une part, mais d'autre part lui donne la position qu'il veut. Un peu plus tard, le général reçoit également la visite de sa nièce Rahel, qui lui demande de l'aide. Son père veut la faire épouser de toutes ses forces avec le mal-aimé Kilchsperger. Les deux devraient se fiancer dimanche prochain. Le général Werdmüller décide de jouer un tour à son cousin et d'aider sa filleule Rahel par la même occasion. L'officier supérieur assiste à un sermon donné par son cousin et lui remet un pistolet vénitien en cadeau d'adieu. Lorsque le pasteur Werdmüller se détourne un instant, le général échange son cadeau déchargé contre un pistolet chargé, que le cousin range négligemment. Le pasteur Werdmüller prêche son sermon et son esprit est ailleurs : sa nouvelle arme. Alors qu'il prêche depuis la chaire, il tripote le pistolet caché dans ses vêtements. Ça vient comme il faut : « Dieu de grand bruit » prêche l'homme de Dieu, puis un coup de feu est tiré. De la fumée de poudre s'échappe de la robe. Le pasteur Werdmüller a maintenant perdu sa charge, mais obtient la succession de son cousin général et la collection d'armes associée à utiliser et à entretenir, car le général doit entrer dans une guerre imminente et, sur la base d'une prédiction qu'une gitane a faite une fois pour lui, vraisemblablement ne reviendra pas de cette guerre. En retour, le cousin pasteur doit promettre de donner en mariage sa Rahel à son amoureux, le vicaire Pfannenstiel.

## Fiche technique
- Titre français : Le Coup de feu dans l'église
- Titre original : Der Schuss von der Kanzel
- Réalisation : Leopold Lindtberg assisté d'Emil Hegetschweiler
- Scénario : Leopold Lindtberg, Richard Schweizer
- Musique : Robert Blum
- Direction artistique : Robert Furrer
- Costumes : Robert Gamma, Ruth Zürcher-Schlüter (de)
- Photographie : Emil Berna
- Son : Bruno Müller
- Montage : Hermann Haller, Käthe Mey
- Production : Lazar Wechsler
- Société de production : Praesens-Film
- Société de distribution : Praesens-Film
- Pays d'origine :  Suisse
- Langue : suisse allemand
- Format : Noir et blanc - 1,37:1 - Mono - 35 mm
- Genre : Comédie
- Durée : 104 minutes
- Dates de sortie :
  - Suisse : 30 décembre 1942.
  - France : 3 septembre 1964[1].

## Distribution
- Adolf Manz : Pasteur Werdmüller
- Irene Naef : Rahel Werdmüller, sa fille
- Leopold Biberti (de) : Général Hans-Rudolf Werdmüller
- Fred Tanner (de) : le vicaire Pfannenstiel
- Jakob Sulzer : Hauptmann Kilchsperger
- Zarli Carigiet (de) : Hassan, le maure
- Mathilde Danegger : Babeli
- Emil Hegetschweiler : Krachhalder
- Max Werner Lenz (de) : le doyen Steinfels
- Emil Gerber : un conseiller ecclésiastique
- Gottlieb Büchi : un conseiller ecclésiastique
- Max Knapp (de) : un conseiller ecclésiastique

## Production
Le tournage commence le 20 août 1942 et se termine en octobre de la même année. Les prises de vue intérieures sont réalisées dans le studio de cinéma Rosenhof à Zurich, les prises de vue extérieures sont réalisées à Stein am Rhein, au château de Hallwil (de), à Seengen et au bord du lac de Zurich. La première a lieu le 30 décembre 1942 au Urban-Kino de Zurich.
Le film coûte environ 165 000 francs suisses et est un échec commercial. En 1942, tournant décisif dans le cours de la guerre mondiale, le public est las de voir une matière cinématographique non moderne qui semble être tombée hors du temps. Dès lors, la conséquence fut qu'il n'y eut plus de cinéphiles payants : alors qu'en 1942 douze longs métrages suisses furent encore produits pour les salles suisses, ce nombre tomba à quatre films au total en 1943 ; de plus, le Reich allemand impose un blocus des films suisses pour les pays étrangers.